# Tortola (Perú)
Tortola es un caserío peruano ubicado en el distrito de Salitral, perteneciente a la provincia de Morropón del departamento de Piura, al norte del Perú. 

## Ubicación
Tortola se ubica al norte de la provincia de Morropón, en el distrito de Salitral, en el departamento de Piura.

## Demografía
En 2017 Tortola tenía una población de 198 habitantes.
| Gráfica de evolución demográfica de Tortola entre 1993 y 2017 |
|                                                               |
| Fuentes: Población 1993 y 2017                                |